# Felipe Dylon
Felipe Dylon, all'anagrafe Felipe Priolli Dylon (Rio de Janeiro, 23 giugno 1987), è un cantante e attore brasiliano.
Suona chitarra e violino.

## Biografia
Felipe Dylon è figlio di Luiz Felipe Dylon, che gli ha trasmesso l'amore per la tavola da surf, e dell'attrice e ballerina Maria Lucia Priolli. Ha studiato musica e recitazione già nell'infanzia, seguendo corsi anche negli USA.
Nel 2003, sedicenne, subito dopo aver firmato un contratto con la EMI Musica si è rivelato col disco d'esordio, l'eponimo Felipe Dylon, contenente il singolo Deixa Disso, vendendo 120 000 copie. L'anno dopo è stata la volta del secondo album, certificato disco di platino. Nel 2006 è uscito quello che per adesso rimane il suo ultimo lavoro discografico; nonostante il buon riscontro di vendite ottenuto ancora una volta, Dylon ha preferito poi orientarsi verso la recitazione, proponendosi in teatro, al cinema e in tv.

## Vita privata
Divorziato dall'attrice Aparecida Petrowky, nel 2018 si è fidanzato con la youtuber Alana Marquez.

## Discografia

### Album
- Felipe Dylon (2003)
- Amor de Verão (2004)
- Em Outra Direção (2006)